# 1,2-Benzoxazol
1,2-Benzoxazol (Trivialname Indoxazen) ist eine chemische Verbindung mit aromatischem Geruch. Neben 1,3-Benzoxazol und 2,1-Benzoxazol (Anthranil) ist es eines der drei möglichen Benzoxazole. Es ist nach den Kriterien der Verordnung (EG) Nr. 1272/2008 kein gefährlicher Stoff.

## Gewinnung und Darstellung
1,2-Benzoxazol kann in drei Schritten aus Salicylaldehyd synthetisiert werden. Dazu muss dieser erst zum Oxim umgesetzt werden und dann das Oxim acetyliert werden. Die Acetylgruppe wird zuletzt zusammen mit dem Proton der Hydroxygruppe als Essigsäure thermisch unter Cyclokondensation wieder abgespalten.

## Reaktionen
Mit Alkalien reagiert 1,2-Benzoxazol zum Salicylnitril.

## Externe Links zu erwähnten Verbindungen
1. ↑  Externe Identifikatoren von bzw. Datenbank-Links zu Salicylonitril:  CAS-Nr.: 611-20-1, EG-Nr.: 210-259-3, ECHA-InfoCard: 100.009.328, PubChem: 11907, ChemSpider: 11413, Wikidata: Q27260915.